# Меметово
Меметово (удм. Мемет) — деревня в Ярском районе Удмуртии, входит в состав Ворцинского сельского поселения.

## Население
| 2010 | 2012 |
| ---- | ---- |
| 45   | ↘37  |

## Улицы
В деревне имеется одна улица — Малиновая.